# HD 25170
HD 25170，又名CP-63 275，SAO 248912、HR 1236，是一颗恒星，视星等为6.14，位個于銀經276.74，銀緯-43.11，其B1900.0坐标为赤經3h 54m 46s，赤緯-63° -43.11′ 11″。